# Ipse dixit

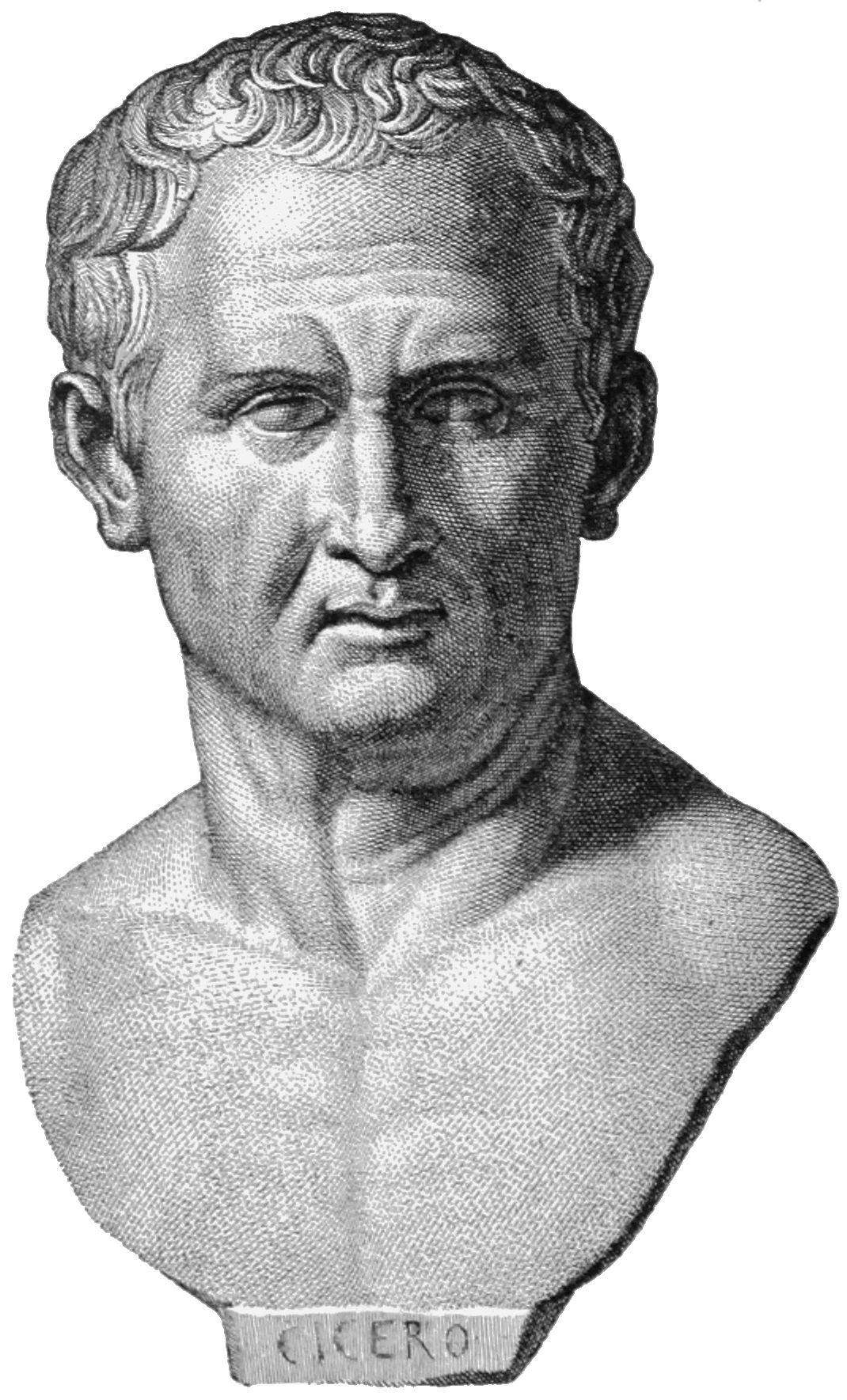
O político romano Marco Túlio Cícero cunhou a frase ipse dixit, que traduz do latim como "ele mesmo disse"

Ipse dixit (latim para "ele mesmo disse") é uma afirmação sem prova; ou uma expressão dogmática de opinião. É uma falácia que consiste em defender uma proposição afirmando, sem mais justificativas, que ela é "exatamente como ela é", distorcendo o argumento ao optar por abandoná-lo totalmente: o requerente declara tratar-se de uma questão intrínseca e imutável.

## História
A forma latina da expressão vem do orador e filósofo romano Marco Túlio Cícero (106–43 a.C.) em seus estudos teológicos De Natura Deorum (Sobre a natureza dos deuses) e é sua tradução da expressão grega (de mesmo significado) autòs épha (αὐτὸς ἔφα), um apelo à autoridade usado pelos discípulos de Pitágoras ao recorrer aos pronunciamentos do mestre em detrimento da razão ou evidência. 
Antes do início do século XVII os escolásticos aplicavam o termo ipse dixit para justificar seus argumentos no assunto caso os argumentos tivessem sido usados anteriormente pelo filósofo grego Aristóteles (384-322 a.C.).

### Ipse-dixitismo
No final do século XVIII Jeremy Bentham cunhou o termo ipse-dixitismo para aplicar a todos os argumentos políticos não utilitários.

### Uso jurídico
Nas decisões jurídicas e administrativas modernas, o termo ipse dixit geralmente tem sido usado como uma crítica a argumentos baseados apenas na autoridade de um indivíduo ou organização. Por exemplo, no caso Associação Nacional de Revendedores e Recauchutadores de Pneus, Inc. v. Brinegar, 491 F.2d 31, 40 (DC Cir. 1974), o Juiz do Circuito Wilkey considerou que "a declaração do Secretário de Transportes dos motivos de sua conclusão de que os requisitos são praticáveis não é tão inerentemente plausível que o tribunal possa aceitá-lo com base no mero ipse dixit da agência".
Em 1997, a Suprema Corte dos EUA reconheceu o problema da "evidência de opinião que está conectada aos dados existentes apenas pelo ipse dixit de um especialista". Da mesma forma, a Suprema Corte do Texas sustentou que "uma reivindicação não permanecerá ou cairá no mero ipse dixit de uma testemunha credenciada".
 

Em 1858, Abraham Lincoln, em um debate com seu rival Douglas, declarou: 
 Eu passo um ou dois pontos que tenho porque meu tempo expirará muito em breve, mas devo poder dizer que o juiz Douglas se repete novamente, como fez em uma ou duas outras ocasiões, à enormidade de Lincoln — um indivíduo insignificante como Lincoln, após seu ipse dixit, acusando uma conspiração de um grande número de membros do Congresso, a Suprema Corte e dois presidentes, para nacionalizar a escravidão. Quero dizer que, em primeiro lugar, não fiz nenhum tipo de acusação baseado em meu meu ipse dixit. Apenas expus as evidências que tendem a prová-las e as apresentei ao entendimento de outros, dizendo o que acho que prova, mas dando a você os meios de julgar se prova ou não. Foi exatamente isso que fiz. Eu não me apoiei de modo algum em meu ipse dixit. 